# 深齿小报春
深齿小报春（学名：Primula meiotera）为报春花科报春花属下的一个种。

## 扩展阅读
- 維基物種上的相關：深齿小报春